# Antoinette Dilasser
Antoinette Dilasser est une écrivaine française née le 30 janvier 1929 à Landerneau et morte à Lesneven le 22 septembre 2021. Elle fut l’épouse du peintre François Dilasser.

## Biographie
Née à Landerneau, Antoinette Dilasser a passé son adolescence et ses années d'études à Paris. Élève à l’École nationale des chartes, elle a soutenu une thèse sur Les emblèmes profanes à Paris au XVIe siècle puis a travaillé au Cabinet des estampes de la Bibliothèque nationale de France.
En 1955, elle a participé à l'édition des œuvres complètes de Rabelais et en 1966 à un ouvrage consacré au photographe Nadar.
Antoinette Dilasser a, par la suite, consacré une grande partie de ses écrits à l’œuvre de François Dilasser tant dans des catalogues d’exposition qu’à travers des ouvrages publiés aux éditions Le Temps qu’il fait. Témoin majeur de l’œuvre de François Dilasser, son apport critique à la compréhension de cette œuvre fut déterminant.
Elle écrivit également des ouvrages plus strictement littéraires, très personnels et témoignant d’une grande exigence formelle. Elle ne cachait pas son admiration pour Virginia Woolf autant que pour Robert Pinget et avec celui-ci dans cet héritage du Nouveau Roman qu’elle sut doter d’une étonnante force émotionnelle. Sa famille, la Bretagne où elle vécut, les maisons qu’elle aimait, furent pour elle autant de sources d’inspiration et d’écriture, loin des clichés et du pittoresque.

## Œuvres

### Écrits sur la peinture

#### Ouvrages
- L'Atelier, Le temps qu’il fait et Domaine de Kerguehennec, 2013.
- La Passe, Le temps qu'il fait, 2012.
- Journal hors temps, Le temps qu’il fait et Pérégrines, 2004.
- D., Le temps qu’il fait, 2003.
- Dilasser, Monographie, textes de René Le Bihan, notes d’Antoinette Dilasser, Éditions Palantines, 1999.

#### Catalogues d’exposition
- Dilasser. Dessin, catalogue d'exposition, textes de Pascal Aumasson et Antoinette Dilasser, Musée des beaux-arts, Brest, Locus solus, 2016.
- Claude Petton, architectures et nature, catalogue de l’exposition du Musée des beaux-arts de Brest, textes de Françoise Daniel, Jean-Paul Daniel, Antoinette Dilasser, Nicolas Fédorenko et al., 2006.
- Journal hors temps, Le temps qu’il fait et Pérégrines, 2004.
- François Dilasser. Peintures 91-99, catalogue d'exposition musée Hébert, La Tronche, Grenoble, textes de Henry Nesme, Charles Juliet, Antoinette Dilasser, Benoît Decron, 1999.
- François Dilasser, De tête et de main, catalogue d'exposition Ateliers d’Art de Douarnenez, texte d'Antoinette Dilasser, 1998.
- François Dilasser, catalogue d'exposition Château de Ratilly, textes de Paul Louis Rossi, Antoinette Dilasser, Daniel Dobbels, Jean-Pierre Abraham, 1992.
- François Dilasser, Peintures et œuvres sur papier, catalogue exposition Musée des beaux-arts, Rennes, novembre 1986-avril 1987, textes de Jean Aubert, André Cariou, Sylvie Blottière, Antoinette Dilasser, 1986.
- Dilasser, catalogue d'exposition Musée des Jacobins, Morlaix, textes de Françoise Daniel, Antoinette Dilasser, René Le Bihan, Michel Pagnoux, 1983.

### Romans et récits autobiographiques
- La Passe, Le temps qu'il fait, 2012.
- Les Maisons, Le temps qu'il fait, 2010.
- Les Vraies Images, Le temps qu'il fait, 2007.
- Histoires de Louis, Le temps qu’il fait, 2005.
- Le Passage, Julliard, 1993.